# 啦啦隊效應
啦啦隊效應，也称为群體吸引力效應，這是一种認知偏誤。人们认为一个人在群体中时更具吸引力。这套理論得到了Drew Walker和Edward Vul（2013）和van Osch（2015）等人的研究支持。

## 媒体
这套理論出自美國电视连续剧《老爸老妈的浪漫史》（How I Met Your Mother）第4季第7集“Not a Father's Day”，该节目于2008年11月首播。劇中由尼爾·柏德烈·夏里斯（Neil Patrick Harris）所飾演的巴尼·斯廷森（Barney Stinson）向他的朋友们提出了一個概念：有一群女人最初看上很有吸引力，但是当細心檢查时，發現她們原有的吸引力消失了。期後，這個概念由另外一些角色泰德·莫斯比（Ted Mosby）、罗宾·谢尔巴茨基（Robin Charles Scherbatsky, Jr.）和科比·斯馬得兒（"Cobie" Smulders）再次提出。他们指出，巴尼的朋友同樣只在人群中有吸引力。 

## 研究

### 2013年研究
在Walker和Vul（2013）的五项研究中，参与者在合照相片和個人相片中對男性和女性面部的吸引力进行了评估，并且照片的顺序是随机的。研究得出，合照相片得分较高，反映出人們在合照中的吸引力較高。  
而对于只有男性、只有女性以及混合性别的人群研究，發現了无论大組別還是小組別，都会出現这种現象。並且四人和十六人的小组影响程度亦相同，這项研究從此得到了證實。之所以產生這種現象，有可能因為参加研究的人更多地关注有魅力的人，而不是缺乏吸引力的人，同時亦反映出合照给人的印象更具吸引力。 

#### 2013年研究的解释
德鲁·沃克和爱德华·沃尔提出，这种效应是由以下三种认知現象相互作用而产生的：  
1. 人类视觉系统一般採納面部整体。
2. 个人对平均值的偏见。
3. 比較平均的面孔顯得更具吸引力，这可能由于“没有吸引力的特质的襯托”。

当这三种现象结合在一起时，单个面孔在一组中看起来会更具吸引力，因为其他成員看起来更像是普通的面孔，它比成员的单个面孔更具吸引力。 

### 2015年研究
van Osch等人於2015年的研究。确认了Walker和Vul的研究结果。  

#### 2015年研究的解释
研究小组针对群体吸引力效应提供了两种不同的解释：  
1. 对小组裡有吸引力的成员选择性注意 。
2. 格式塔學派的原理。

他们認為选择性注意更符合所得出的數據結果。  

### 争议
2015年对Walker和Vul的研究进行复制時未能显示出对群体吸引力的任何显着结果。研究小组假设，这可能是由于文化差异所造成的，因为是次复制研究是在日本进行。

## 參看
- 心理學
- 認知偏誤
- 認知偏誤列表
- 社會心理學
- 認知心理學